# باران شهر

باران شهر نام یک کتاب ادبی است که توسط جوناتان سویفت، نویسندهٔ اهل ایرلند نوشته شده‌است. این کتاب یکی از آثار مشهور ادبی جهان است.